# Brug 1571
Brug 1571 is een bouwkundig kunstwerk in Amsterdam Nieuw-West.
De vaste brug is gelegen het voet- en fietspad Piet Moeskopspad, in 2010 vernoemd naar wielrenner Piet Moeskops, in de Osdorper Binnenpolder. De geschiedenis van brug 1571 loopt gelijk met die van brug 1572.
Wie de brug heeft ontworpen is vooralsnog niet bekend, maar deze kon flink aan het werk. Binnen het gehele gebied werd hetzelfde type brug gebouwd voor gelijksoortig verkeer. Genoemde pad is een doorgaande voet/fietsroute; daarvoor kwam een grotendeels betonnen brug, waarvan de stalen brugpijlers meest in de oevers staan. De brug heeft een stalen opbouw met daarop stalen balustrades waarop leuningen van staal en hout. Valruimten daarin worden verkleind door staalkabels. Alle bruggen van dit type hebben vier trapvormige constructies bij de pijlers annex jukken. De balustraden wijken enigszins naar buiten. Brug 1571 heeft in tegenstelling tot brug 1572 een houten brugdek; scheiding tussen voet- en fietspad is aangegeven door punaises in het rijdek.        